# Fissidens patentifolius
Fissidens patentifolius är en bladmossart som beskrevs av Schiavone 1981. Fissidens patentifolius ingår i släktet fickmossor, och familjen Fissidentaceae. Inga underarter finns listade i Catalogue of Life.